# 黃亨利
黃亨利（Henry Wong，？—）是一名前拳擊運動員，主攻輕量級項目。他出身於上海，是中國拳擊先驅之一，後前往香港發展，成為香港當地拳王。他曾代表中華民國參加1954年亞洲運動會拳擊輕量級項目，獲得一枚銀牌。